# Den underbara natten
| Underbara natten |
| --- |
| Rolf Wirtén (foto från 2013), en av två skatteförhandlare och mannen bakom uttrycket "Den underbara natten". - Betydelse – blocköverskridande uppgörelse om skatter i Sverige - Tidpunkt – 23–24 april 1981 - Deltagare – budgetministern Rolf Wirtén (Regeringen Fälldin II) och Kjell-Olof Feldt (socialdemokraterna) - Bieffekt – regeringen Fälldin II sprack och avlöstes av regeringen Fälldin III |

Den underbara natten var en svensk politisk uppgörelse om skattepolitiken den 23–24 april 1981. Den framförhandlades mellan den dåvarande Fälldin-regeringens företrädare, den folkpartistiske budgetministern Rolf Wirtén, och socialdemokraterna, företrädda av Kjell-Olof Feldt. Uppgörelsen kom att leda till en regeringskris.

## Historik

### Bakgrund

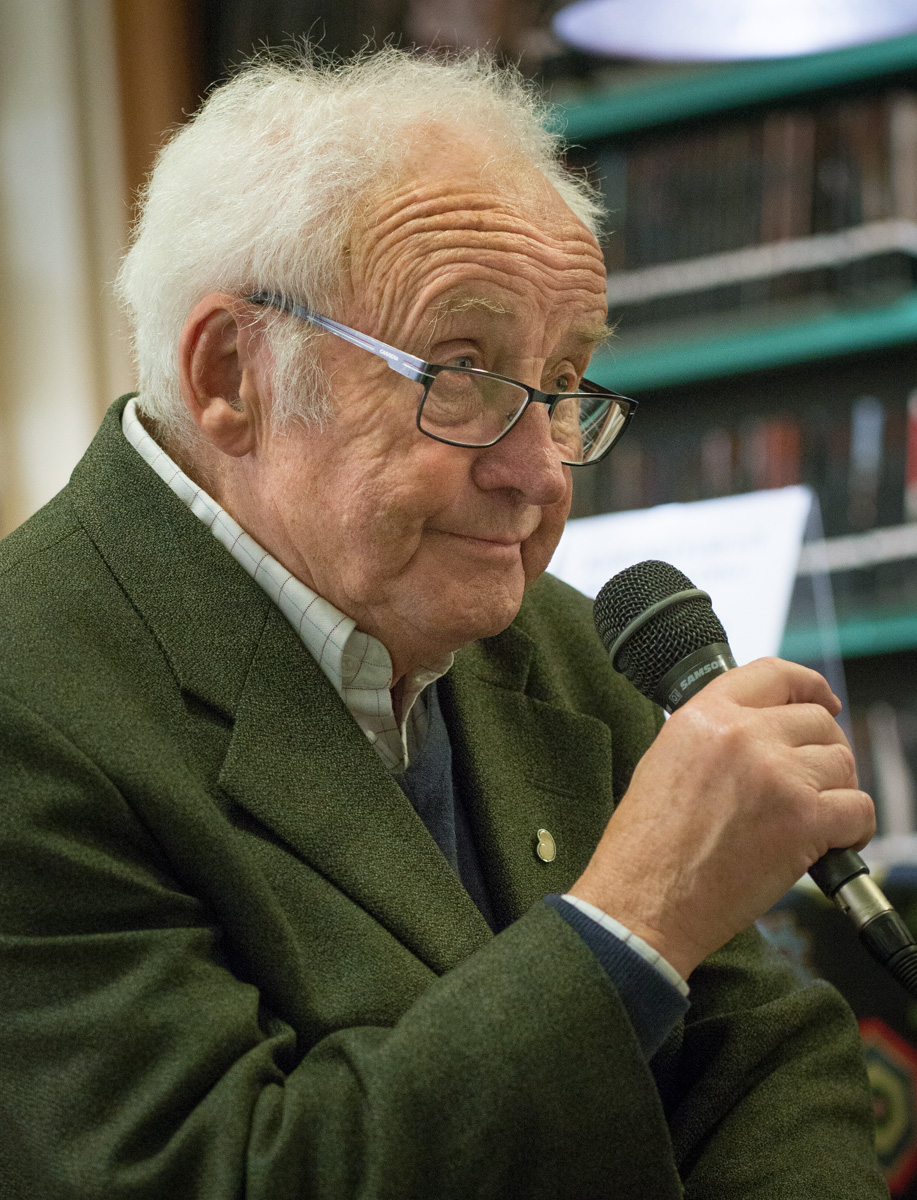
Kjell-Olof Feldt (foto från 2016), en av två förhandlare den aktuella natten.

Efter koalitionsregeringens tillträde i oktober 1979 var den angelägen om att genomföra en marginalskattereform. Regeringen föreslog en reform som innebar att inkomster upp till 120 000 kronor om året beskattades med högst 50 procents marginalskatt. Särskilt Centerpartiet var angeläget om att reformen hade stöd av socialdemokraterna, så att den inte skulle rivas upp vid ett eventuellt regeringsskifte. Socialdemokraterna sade dock nej till förslaget. Regeringens budgetminister inledde då förhandlingar med socialdemokraternas Kjell-Olof Feldt.

### Natten och dess resultat
På morgonen den 24 april 1981 kom parterna överens om en marginalskattereform som skulle träda i kraft den 1 januari 1983. Reformen bestod främst av sänkt statlig inkomstskatt och sänkt marginalskatt, särskilt för inkomster mellan 80 000 och 130 000 kronor. I vissa inkomstlägen sänktes skattesatsen med upp till 20 procent. Dessutom begränsades det skattemässiga värdet av underskottsavdrag (främst villaägarnas ränteavdrag), så att avdragen aldrig minskade skatten med mer än ungefär hälften av avdragsbeloppet.
I överenskommelsen ingick också en uppräkning av den så kallade basenheten i skatteskalan. Skatteskalan delades in ett antal basenheter som årligen räknades upp med den procentuella ökningen av konsumentprisindex föregående år. Basenheten uppgick 1982 till 6 900 kronor och skulle under perioden 1982–1985 räknas upp med ungefär 5 procent per år. Eftersom inflationstakten var dubbelt så hög ville man därmed ge besked om att regeringen med kraft tänkte ingripa mot inflationen.
Moderata samlingspartiet deltog inte i de skattepolitiska förhandlingarna mellan regeringen och den socialdemokratiska oppositionen och var kritiska mot deras utfall. Som en följd av uppgörelsen lämnade moderaterna den 5 maj regeringen, vilket ledde fram till regeringen Fälldin III.

## Namnet
Namnet "Den underbara natten" uppkom efter att SVT-reportern Gunvor Hildén på morgonen den 24 april ställde frågan "Hur har natten varit?" Budgetministerns svar var: "Underbar."

### Senare användning
Begreppet "Den underbara natten" har även använts i senare liknande sammanhang inom svensk politik. I september 1992 fördes nattliga förhandlingar mellan den (då återigen borgerliga) regeringen (ledd av Carl Bildt) och den socialdemokratiska oppositionen (ledd av Ingvar Carlsson). Målet var att nå en uppgörelse i den rådande ekonomiska krisen.